# 몬젠나카초역
몬젠나카초역(일본어: 門前仲町駅, もんぜんなかちょうえき)은 일본 도쿄도 고토구에 있는 철도역이다.

## 승강장

### 도자이 선
- 관할 철도 회사: 도쿄 지하철
- 승강장 형태: 상대식 승강장 2개 2선
- 역 번호: T-12

### 오에도 선
- 관할 철도 회사: 도쿄 도 교통국
- 승강장 형태: 섬식 승강장 1개 2선
- 역 번호: E-15

## 역 주변
- 후카가와 공원
- 도쿄 해양 대학
- 동일본 여객철도 게이요 선 엣추지마역

## 역 역사
- 1967년 9월 14일 - 도자이 선의 역이 영업 개시.
- 2000년 12월 12일 - 오에도 선의 역이 영업 게시, 환승역이 되다.

## 인접역
| 도쿄 메트로 5호선                  | 도쿄 메트로 5호선 | 도쿄 메트로 5호선              |
| ---------------------------------- | ----------------- | ------------------------------ |
| T11 가야바초 나카노 방면           | 도자이 선         | T13 기바 니시후나바시 방면     |
| 도쿄 도 교통국 지하철 12호선       |                   |                                |
| E14 기요스미시라카와 도초마에 방면 | 오에도 선         | E16 쓰키시마 히카리가오카 방면 |